# Adolfo Heraclio Ramos
Adolfo Heraclio Ramos (Arecibo, 20 d'abril de 1837 - Guayama, 22 d'abril de 1891) fou un pianista i compositor porto-riqueny. Fou deixeble del seu pare Juan Ines Ramos, l'organitzador de la primera orquestra que tingué aquella ciutat, als disset anys ja aconseguí un premi per una de les seves composicions. Tres anys més tard fou premiada una altra obra seva, Variacions sobre el Carnaval de Venècia, però, vivint en un ambient poc propici a les grans expansions artístiques i no volent, per altra banda, abandonar la seva família i la seva terra, no tingué ocasió de formar el seu esperit en algun dels grans centres musicals europeus, i es limità a vegetar malbaratant les seves excepcionals aptituds en la composició de danses, que li produïen tan poca honra com profit. El millor de la seva producció, el més pur i el més inspirat, restà inèdit. també va ser un excel·lent professor com o proven el que els seus Estudios didàcticos sobre notes repetides para piano fossin premiades en un certamen celebrat a Roma.